# Danzig II: Lucifuge
Danzig II: Lucifuge es el segundo álbum de la banda estadounidense de heavy metal Danzig, producido por Rick Rubin y lanzado en 1990 a través de la discográfica Def American Recordings. 

## Lista de canciones
- Todos los temas fueron compuestos por Glenn Danzig.

1. "Long Way Back From hell"
2. "Snakes of Christ"
3. "Killer Wolf"
4. "Tired of Being Alive"
5. "I'm the One"
6. "Her Black Wings"
7. "Devil's Plaything"
8. "777"
9. "Blood and Tears"
10. "Girl"
11. "Pain in the World"

## Créditos
- Glenn Danzig - voz
- Eerie Von - bajo
- John Christ - guitarra eléctrica
- Chuks Biscuits - batería

## Producción
- Producción artística: Rick Rubin
- Ingenieros de grabación: Brendon O'Brien, Martin Schmelze y Jim Scott
- Grabación: en Hollywood Sound Recorders, Larrabee Sound Studios y Summa Music Group
- Mezcla: Dave Bianco
- Asistente: Sylvia Massy
- Masterizado: George Marino en Sterling Sound

- Datos: Q1165310